# Бобровка (Торбеєвський район)
Бобро́вка (рос. Бобровка, ерз. Бобровка) — присілок у складі Торбеєвського району Мордовії, Росія. Входить до складу Хілковського сільського поселення.
Населення — 46 осіб (2010; 52 у 2002).
Національний склад станом на 2002 рік:
- росіяни — 69 %
- мордва — 31 %